# 青木廣彰
青木 廣彰（あおき ひろあき、1938年10月9日 - 2008年7月10日）は、東京都出身の実業家、冒険家、元レスリング選手、バックギャモンプレーヤー。通称、ロッキー青木。全米各地で鉄板焼きレストランチェーン「BENIHANA」を展開した経営者（創業は父の郷宏之こと青木湯之助）。息子のスティーヴ・アオキはディスクジョッキー（DJ）、娘のデヴォン青木はモデル・女優として知られる。

## 経歴
青木湯之助、かつの長男として中野で生まれる。青木家は江戸時代は紀州徳川直参の旗本だった和歌山県士族の旧家である。父の湯之助はかつて郷宏之の芸名で活躍していた俳優・タップダンサーで、後にレストランチェーン紅花 (BENIHANA) 共同創業者となった。
1951年4月、慶應義塾中等部に入学し、1957年3月、慶應義塾高等学校卒業。慶應義塾大学経済学部在学中にはレスリング部に所属した。1959年、レスリング日本選抜で米国遠征し、そのままアメリカに残る。ニューヨーク市立大学シティカレッジ (CCNY)に入学し、レストラン経営学を学ぶ。
1960年、ローマ五輪の日本レスリングチーム補欠選手。1962年、ニューヨーク市ハーレムで移動アイスクリーム屋を開き、和傘のミニチュアをアイスクリームに添えるアイディアが功を奏し成功を収める。1962年、1963年、1964年のレスリング全米選手権のフリースタイルとグレコローマンスタイルでそれぞれ優勝し、レスリング選手として活躍した。1964年、米国選手として東京オリンピック出場選手に選ばれるがアメリカ合衆国の市民権がなく、結局2回の五輪出場チャンスを逃すこととなる。ニューヨーク市立大学シティカレッジを卒業。
1964年、両親が既に日本橋を本店に銀座などで洋食屋「紅花」を数店舗経営していたため、両親兄弟も伴い家族も渡米し、鉄板焼きレストラン「BENIHANA OF TOKYO」第1号店をニューヨーク・マンハッタン西56丁目に開業。コメディアン的ボードビリアンのステージアクターだった父・青木湯之助（郷宏之）のアイディアでパフォーマンスを取り入れた鉄板焼きをはじめる。珍しさも相まって多数のマスコミに取材され店は繁盛し、ヒルトンホテル会長のバロン・ヒルトンからも出店依頼が来るようになり、後に米国内80店を含む世界110店舗を展開し、一大日本食チェーンとなる「BENIHANA」の礎を築き、実業家としての成功を手にする。
1975年、バックギャモンの全米チャンピオンになる。1979年12月27日、父・青木湯之助死去。1980年、パワーボート世界大会で2位になる。
1982年、米人と4名で長島温泉からヘリウムガス気球（ダブルイーグルV号）で米国西海岸まで太平洋横断し所要時間84時間31分、飛行距離9,600キロという気球飛行世界記録を樹立。また、ニューヨーク倫理友の会会長を務めた。ビジネス成功本を多数執筆したり、ネットワークビジネス宣伝本等を翻訳した。
1999年、インサイダー取引で不正な利益を得たとして罰金50万ドル、保護観察3年の有罪判決を受け、ナスダックに上場する「BENIHANA」会長の座を辞任する。
2001年1月、母・青木かつ死去。ロッキー青木は、青木四郎ら弟たちに未払い遺産分割に対する訴えを起こし、ロッキー青木が勝訴した。
2002年7月、ニューヨーク在住コンサルタント小野恵子（東京都江戸川区小岩出身、東京都立深川高等学校卒）と再婚。
2005年、財産分与を巡り、実子6人のうち、スティーヴ・アオキとデヴォン青木を除く、4人を訴えた。
2008年7月10日夜、ニューヨーク市内の病院で肝臓がんに伴う合併症（肺炎）のため死去。同年7月31日、ニューヨーク・アスレチッククラブ9階で偲ぶ会が行われ、生前交流の深かった300人余りが顔を見せた。

## ロッキーの死後
2009年、Benihana of Tokyoの最高経営責任者にリチャード・C・ストッキンガーが就任し、2010年には社長に就任した。2012年、Benihana of Tokyoはアンジェロ・ゴードン・アンド・カンパニーのプライベート・エクイティ会社に2億9600万ドルで買収されることに同意した。2014年2月5日、Benihana Inc.取締役会は、Steve Shlemon を同社の新しい社長兼最高経営責任者に任命した。2016年、Benihana Inc.はトーマス J. ボールドウィンをCEO兼社長に任命した。ボールドウィンはベニハナ社の取締役であり、ベニハナ社の主要投資家であるアンジェロ・ゴードン社の顧問を務めた。
青木恵子は度々、ロッキー青木の実子である兄妹に訴えられている。2014年5月、6年に及ぶ法廷闘争の末、ロッキー青木の実娘デヴォンと実息子スティーブが、父親が残した家族信託5,000万ドルを2人で共有できるようになったが、2人は青木恵子を家族信託の筆頭から1日も早く排除したいと考えている。青木恵子を相手取り、スティーブとデヴォンの兄妹は、再び財産を巡って訴訟問題になった。
2020年2月8日付けの『ニューヨークポスト』は、「紅花の相続人スティーブ氏とデヴォン氏は、5,000万ドル（約55億円）の家族信託から義母を追い出したい」という見出しで報じた。ロッキー青木が、スティーブとデヴォンのために残した「数百万ドル」（約数億円）を青木恵子が浪費し、信託基金の筆頭から除外すべく2019年12月、青木恵子を再び訴えた。

## 家族
- 両親・青木湯之助、青木かつ
- 妻・小林ちづる（1964年結婚 - ）、パメラ・ヒルバーガー（1981年結婚 - ）、小野恵子（1956年生。2002年結婚 - 2008年死別）
- 子・小林との間にグレース（かな、1968年生）、ケヴィン（1968年生）、スティーヴ（ひろゆき、1977年生）、パメラとの間にカイル（1976年生）、エコー、デヴォン（1982年生）

## 著作物・登場作品

### 著書
- 『おれの演出行動学』（1971年）
- 『頭を使った海外旅行』（1971年）
- 『ベニハナの挑戦―アメリカで億万長者になる法』（1979年10月）
- 『キミが儲けろ、オレが教える―ロッキー商法のマニュアル公開』（1980年）
- 『ロッキーのニューヨーク商法―こうして俺は100億稼いだ』（1981年）
- 『ロッキー流億万長者（ビリオネア）になる法』（1984年10月）
- 『人生死ぬまで挑戦だ』（1989年7月1日、東京新聞出版局）
- 『虹をつかめ―アメリカで成功するビジネスノウハウ』（1991年4月5日、学習研究社）
- 『パワー・ビジネス―ユダヤに学んだ巨財をつかむビジネス哲学』（1994年12月9日、とすも出版・星雲社）

### 翻訳
- 『やればできる!』（1982年1月、バーナード・ギトルソン）
- 『頭のいいアメリカ人は売り方が違う』（1983年4月、ジョン・フェントン）
- 『ニュースキン―成功するネットワークの作り方』（1993年7月8日、ジョン・セクスミス、ジゼル・セクスミス、メタモル出版）
- 『ネットワーク・ビジネス 25の成功法則』（2005年2月10日、ジョン・セクスミス、ジゼル・セクスミス、メタモル出版）

### 映画
- 『ストロベリーロード』（1991年、原作：石川好、日系人役で出演）
- 『ウルフ・オブ・ウォールストリート』（2013年、ロッキー青木:ロン・ナカハラ）

### アート
- 「タナカ＋メイスン＋コスタビ」展 ～ポートレート・パフォーマンス～（1993年4月30日 - 5月10日、青山ベルコモンズ9F クレイドルサロン）

アーティストのマーク・コスタビ、メイクアップアーティストのリンダ・メイソン、写真家の田中誠一の3人が、ニューヨークと東京で活躍するあらゆるジャンルの著名人役100人を題材にポートレートを発表し、その作品に登場した。

### ドラマ
- 『ロッキー青木物語・グッドラックロッキー』（1990年、フジテレビ、ロッキー青木：永島敏行）